# Campionati mondiali di judo 2025
I campionati mondiali di judo 2025 si sono svolti dal 13 al 20 giugno 2025 presso la László Papp Arena di Budapest, in Ungheria.

## Podi

### Uomini
| Categoria          | Oro                | Argento                | Bronzo                  |
| 60 kg (dettagli)   | Ryuju Nagayama     | Romain Valadier-Picard | Yolk Kazirbyek          |
| 60 kg (dettagli)   | Ryuju Nagayama     | Romain Valadier-Picard | Ayub Bliev              |
| 66 kg (dettagli)   | Takeshi Takeoka    | Nurali Emomali         | Hifumi Abe              |
| 66 kg (dettagli)   | Takeshi Takeoka    | Nurali Emomali         | Obid Dzhebov            |
| 73 kg (dettagli)   | Joan-Benjamin Gaba | Daniel Cargnin         | Makhmadbek Makhmadbekov |
| 73 kg (dettagli)   | Joan-Benjamin Gaba | Daniel Cargnin         | Obid Dzhebov            |
| 81 kg (dettagli)   | Timur Arbuzov      | Tato Grigalashvili     | Zelim Tckaev            |
| 81 kg (dettagli)   | Timur Arbuzov      | Tato Grigalashvili     | Lee Joon-hwan           |
| 90 kg (dettagli)   | Sanshiro Murao     | Goki Tajima            | Eljan Hajiyev           |
| 90 kg (dettagli)   | Sanshiro Murao     | Goki Tajima            | Luka Maisuradze         |
| 100 kg (dettagli)  | Matvey Kanikovskiy | Dota Arai              | Zelim Kotsoiev          |
| 100 kg (dettagli)  | Matvey Kanikovskiy | Dota Arai              | Arman Adamjan           |
| +100 kg (dettagli) | Inal Tasoev        | Guram Tushishvili      | Temur Rakhimov          |
| +100 kg (dettagli) | Inal Tasoev        | Guram Tushishvili      | Kim Min-jong            |

### Donne
| Evento            | Oro                | Argento                     | Bronzo                  |
| 48 kg (dettagli)  | Assunta Scutto     | Abiba Abuzhakynova          | Laura Martínez Abelenda |
| 48 kg (dettagli)  | Assunta Scutto     | Abiba Abuzhakynova          | Wakana Koga             |
| 52 kg (dettagli)  | Uta Abe            | Distria Krasniqi            | Róza Gyertyás           |
| 52 kg (dettagli)  | Uta Abe            | Distria Krasniqi            | Mascha Ballhaus         |
| 57 kg (dettagli)  | Eteri Liparteliani | Momo Tamaoki                | Shirlen Nascimento      |
| 57 kg (dettagli)  | Eteri Liparteliani | Momo Tamaoki                | Sarah-Léonie Cysique    |
| 63 kg (dettagli)  | Haruka Kaju        | Catherine Beauchemin-Pinard | Boldyn Gankhaich        |
| 63 kg (dettagli)  | Haruka Kaju        | Catherine Beauchemin-Pinard | Laura Fazliu            |
| 70 kg (dettagli)  | Shiho Tanaka       | Lara Cvjetko                | Sanne van Dijke         |
| 70 kg (dettagli)  | Shiho Tanaka       | Lara Cvjetko                | Miriam Butkereit        |
| 78 kg (dettagli)  | Alice Bellandi     | Anna Monta Olek             | Kurena Ikeda            |
| 78 kg (dettagli)  | Alice Bellandi     | Anna Monta Olek             | Patrícia Sampaio        |
| +78 kg (dettagli) | Kim Ha-yun         | Mao Arai                    | Lee Hyeon-ji            |
| +78 kg (dettagli) | Kim Ha-yun         | Mao Arai                    | Romane Dicko            |

### Misti
| Evento                   | Oro | Argento | Bronzo |
| Squadre miste (dettagli) | Georgia Eter Askilashvili Mikheili Bakhbakhashvili Lasha Bekauri Saba Inaneishvili Eteri Liparteliani Nino Loladze Luka Maisuradze Sophio Somkhishvili Mariam Tchanturia Guram Tushishvili | Corea del Sud Bae Dong-hyun Huh Mi-mi Kim Chann-yeong Kim Ha-yun Kim Jong-hoon Kim Ju-hee Kim Min-jong Lee Hyeon-ji Lee Joon-hwan Lee Seung-yeob Lee Ye-rang Shin Chae-won | Giappone Mao Arai Megumi Fuchida Tatsuki Ishihara Sanshiro Murao Kanta Nakano Hyōga Ōta Goki Tajima Ruri Takahashi Momo Tamaoki Shiho Tanaka Yudai Tanaka Utana Terada  |
| Squadre miste (dettagli) | Georgia Eter Askilashvili Mikheili Bakhbakhashvili Lasha Bekauri Saba Inaneishvili Eteri Liparteliani Nino Loladze Luka Maisuradze Sophio Somkhishvili Mariam Tchanturia Guram Tushishvili | Corea del Sud Bae Dong-hyun Huh Mi-mi Kim Chann-yeong Kim Ha-yun Kim Jong-hoon Kim Ju-hee Kim Min-jong Lee Hyeon-ji Lee Joon-hwan Lee Seung-yeob Lee Ye-rang Shin Chae-won | Germania Erik Abramov Mascha Ballhaus Seija Ballhaus Alina Böhm Samira Bouizgarne Timo Cavelius Losseni Kone Jano Rübo Giovanna Scoccimarro Eduard Trippel Igor Wandtke |

## Medagliere
| Posizione           | Paese                       | Oro | Argento | Bronzo | Totale |
| ------------------- | --------------------------- | --- | ------- | ------ | ------ |
| 1                   | Giappone                    | 6   | 4       | 5      | 15     |
| 2                   | Atleti Neutrali Autorizzati | 3   | 0       | 2      | 5      |
| 3                   | Georgia                     | 2   | 2       | 1      | 5      |
| 4                   | Italia                      | 2   | 0       | 0      | 2      |
| 5                   | Corea del Sud               | 1   | 1       | 3      | 5      |
| 6                   | Francia                     | 1   | 1       | 2      | 4      |
| 7                   | Germania                    | 0   | 1       | 3      | 4      |
| 8                   | Tagikistan                  | 0   | 1       | 2      | 3      |
| 9                   | Brasile                     | 0   | 1       | 1      | 2      |
| 9                   | Kosovo                      | 0   | 1       | 1      | 2      |
| 11                  | Canada                      | 0   | 1       | 0      | 1      |
| 11                  | Croazia                     | 0   | 1       | 0      | 1      |
| 11                  | Kazakistan                  | 0   | 1       | 0      | 1      |
| 14                  | Azerbaigian                 | 0   | 0       | 3      | 3      |
| 15                  | Mongolia                    | 0   | 0       | 2      | 2      |
| 16                  | Ungheria                    | 0   | 0       | 1      | 1      |
| 16                  | Paesi Bassi                 | 0   | 0       | 1      | 1      |
| 16                  | Portogallo                  | 0   | 0       | 1      | 1      |
| 16                  | Spagna                      | 0   | 0       | 1      | 1      |
| 16                  | Emirati Arabi Uniti         | 0   | 0       | 1      | 1      |
| Totale (23 nazioni) | Totale (23 nazioni)         | 15  | 15      | 30     | 60     |